# NGC 3844
NGC 3844 ist eine linsenförmige Galaxie vom Hubble-Typ S0/a im Sternbild Löwe an der Ekliptik. Sie ist schätzungsweise 301 Millionen Lichtjahre von der Milchstraße entfernt, hat einen Durchmesser von etwa 105.000 Lj und ist ein Mitglied des Leo-Galaxienhaufens Abell 1367.
Im selben Himmelsareal befinden sich u. a. die Galaxien NGC 3840, NGC 3841, NGC 3842, NGC 3845.
Das Objekt wurde am 8. Mai 1864 vom deutsch-dänischen Astronomen Heinrich d’Arrest entdeckt.